# Carl Vilhelm Ludwig Charlier
Carl Vilhelm Ludwig Charlier, švedski astronom, * 1. april 1862,  Östersund, Jämtland, Švedska, † 5. november 1934, Lund, Švedska.

## Življenje in delo
Charlier je diplomiral na Univerzi v Uppsali in leta 1887 tam doktoriral z dizertacijo Untersuchung über die allgemeinen Jupiter-Störungen des Planeten Thetis. Po doktoratu je delal v stockholmskem observatoriju in bil profesor astronomije ter predstojnik Observatorija Univerze v Lundu od leta 1897.
Opravil je obširne statistične raziskave zvezd v naši Galaksiji. Prav tako je izmeril njihove lege in gibanja. Na podlagi svoji raziskav je poskušal izdelati njen model. Leta 1913 je menil, da se vrti Osončje proti daljnemu ozadju Rimske ceste in sicer tako, da se popolnoma zavrti vsakih 370 milijonov let. To dobo so nadaljnje meritve še povečale na 530 milijonov let. Izdelal je metodo za merjenje gibanj gruč zvezd brez sistematičnih napak.
Za dolžinsko enoto je leta 1911 predlagal siriometer, ki je enak milijonu astronomskih enot, to je približno 15,813 svetlobnih let, kar je v grobem enako dvojni razdalji med Zemljo in zvezdo Sirijem. Na Turnerjev predlog so potem začeli pogosteje uporabljati sorodno enoto, definirano v tem času, parsek, ki je približno 4,848 siriometrov.
V povezavi s svojim delom o zgradbi Galaksije je Charlier v dveh člankih, objavljenih leta 1908 in 1922, razvil tudi kozmološko teorijo na podlagi Lambertovega dela. V izvedeni Lambert-Charlierjevi kozmologiji naraščajoči veliki predeli Vesolja vsebujejo snov, katere gostota se zmanjšuje. To načelo je poimenoval konvergenčni kriterij za Vesolje in se je poskušalo ogniti opazovalnim nesoglasjem, ki bi drugače izhajala iz Olbersovega paradoksa. Na ta način je sklepal, da je Vesolje neskončno. Njegov pogled je nadaljeval Arrhenius.
Zanimal se je tudi za čisto statistiko ter pomembno prispeval na tem področju. Več njegovih učencev je postalo statistikov, tako na univerzah, v vladi in podjetjih.
V švedščino je prevedel Newtonova Matematična načela naravoslovja. V matematiko je uvedel družino po njem imenovanih ortogonalnih polinomov.
Z ženo Doroteo Leissner sta imela pet hčera.

## Priznanja

### Poimenovanja
Po njem se imenujeta kraterja na Luni (Charlier) in Marsu (Charlier), ter asteroid glavnega pasu 8677 Charlier.

### Osmrtnice
- MNRAS 95 (1935) 339 (angleško)